# Harry Miller
Harry David "Moose" Miller (Brooklyn, Nueva York, 28 de julio de 1923-Latrobe, Pensilvania, 18 de abril de 2007) fue un jugador de baloncesto estadounidense que disputó una temporada en la BAA además de jugar brevemente en la ABL, la AAPBL y la PBLA. Con 1,93 metros de estatura, jugaba en la posición de ala-pívot.

## Trayectoria deportiva

### Universidad
Jugó durante su etapa universitaria con los Pirates de la Universidad de Seton Hall y con los Tar Heels de la Universidad de Carolina del Norte en Chapel Hill.

### Profesional
Tras jugar un único partido con los Paterson Crescents de la ABL, en 1946 fichó por los Toronto Huskies de la recién creada BAA, llegando a disputar el primer partido de la historia de la competición ante los New York Knicks. Jugó una temporada en la que promedió 2,9 puntos por partido.
Tras la desaparición de los Huskies se produjo un draft de dispersión, en el que fue elegido por los Boston Celtics, pero no llegó a fichar por ellos. Jugó posteriormente en los Atlanta Crackers de la PBLA, y en los Youngstown Cubs de la AAPBL.

#### Estadísticas en la BAA

##### Temporada regular
| Temporada | Edad | Equipo          | Liga | Pos. | P  | TIT | MIN | TC  | TCA | %TC  | 3P | 3PA | %3P | TL  | TLA | %TL  | R.OF. | R.DEF. | REB | ASIS | ROB | TAP | PER | FP  | PTS |
| 1946-47   | 23   | Toronto Huskies | BAA  |      | 53 |     |     | 1.1 | 4.9 | .223 |    |     |     | 0.7 | 1.5 | .439 |       |        |     | 0.8  |     |     |     | 2.2 | 2.9 |
| Total     |      |                 | BAA  |      | 53 |     |     | 1.1 | 4.9 | .223 |    |     |     | 0.7 | 1.5 | .439 |       |        |     | 0.8  |     |     |     | 2.2 | 2.9 |